# Il cimitero marino
Il cimitero marino (Le Cimetière marin) è un poemetto in lingua francese di Paul Valéry pubblicato per la prima volta nel 1920.

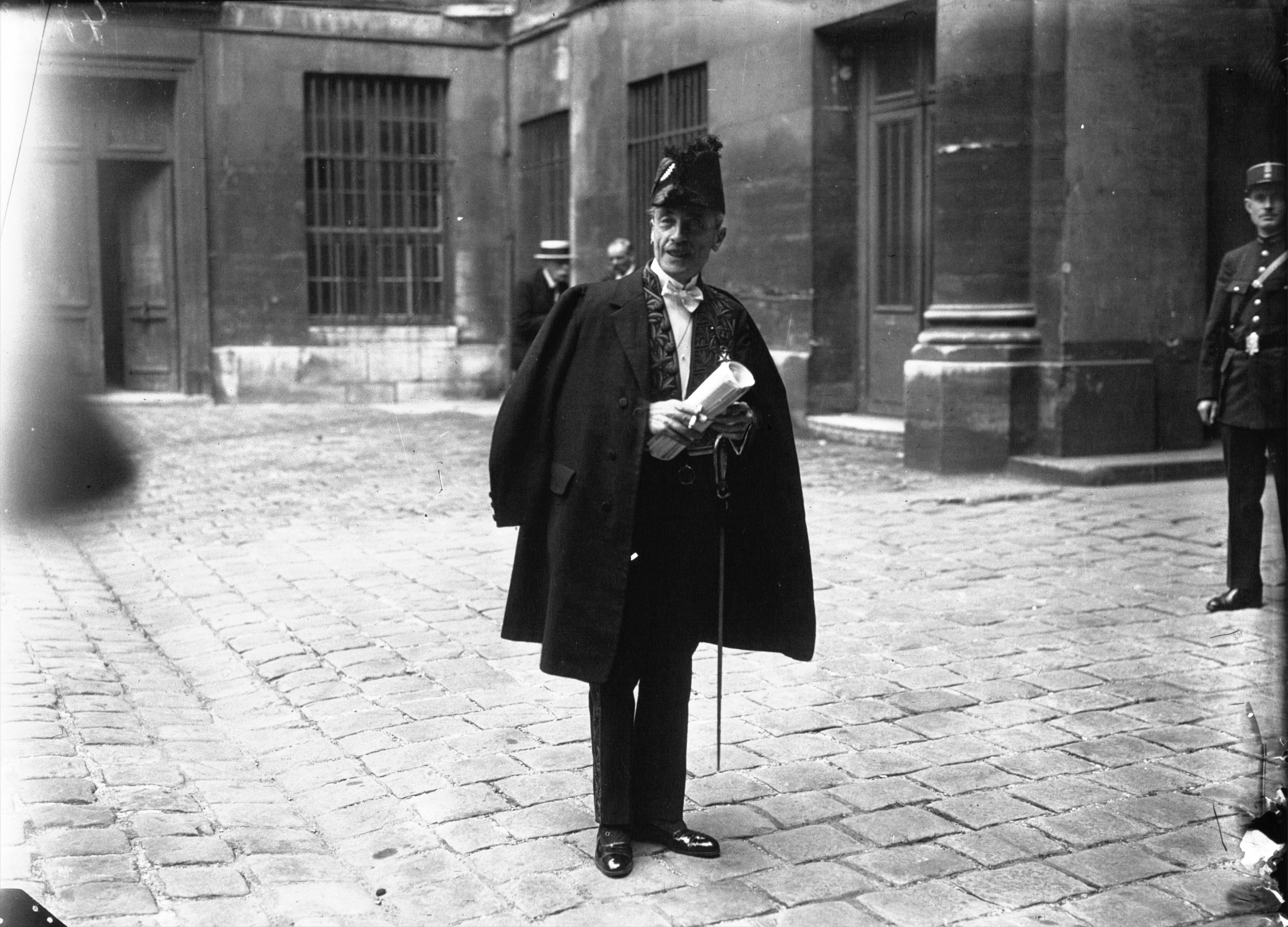
Paul Valéry nella divisa di membro dell'Académie française (foto del 1927)

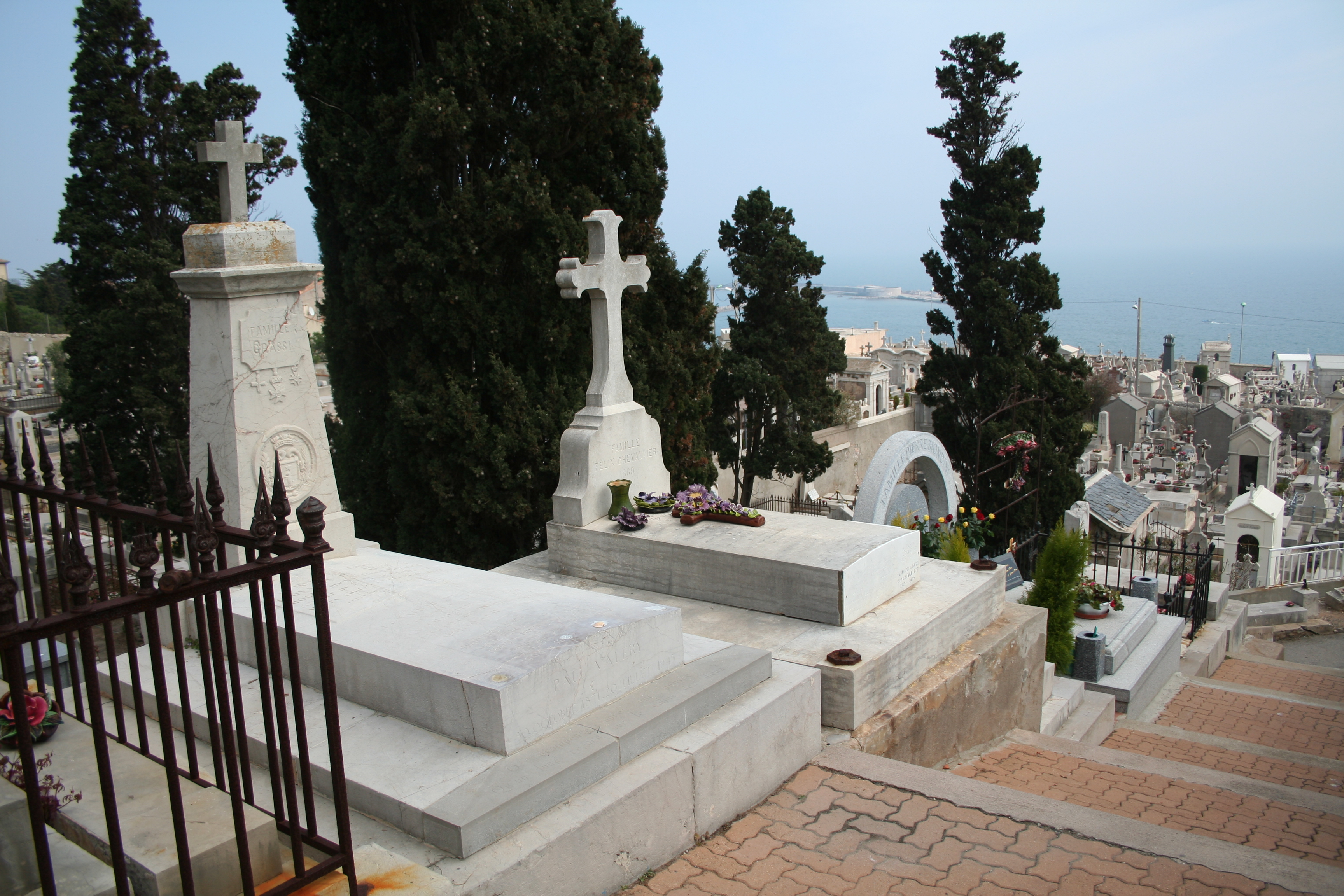
Tomba di Paul Valéry nel Cimitero marino di Sète

## Analisi
Le cimetière marin è un poemetto di 24 stanze, ciascuna contenente sei décasyllabe con schema metrico AABCCB. L'epigrafe riproduce i versi 62-63 della III Ode Pitia di Pindaro.
Valéry descrive un piccolo cimitero, posto in vicinanza del mare, dove le tombe, di colore bianco, risplendono fra i cipressi sotto la luce del sole che ricava incanti dalla vicina superficie del mare. Alla descrizione visiva, il poeta intercala riflessioni e pensieri sulla vita e sull'essere assoluto (rappresentato dal Sole), l'essere relativo all'uomo (il mare) e il non essere (il cimitero). I termini filosofici trovano, in questa poesia, un profondo senso poetico in quanto pensieri e ragionamenti sono riassorbiti di continuo nel fascino della contemplazione da cui sono nati.
Il cimitero del titolo è identificato col cimitero di Sète, la città natale di Paul Valéry: un cimitero destinato in passato alla sepoltura di marinai o viandanti, intitolato inizialmente a Saint-Charles (San Carlo) e ribattezzato nel 1945 «Cimetière marin» a cagione del poemetto di Valéry.
Il verso dal poemetto «Le vent se lève !… Il faut tenter de vivre !» è scolpito sulla pietra tombale dell'attore Gian Maria Volonté, sepolto nel cimitero dell'isola della Maddalena, e ha ispirato il regista Hayao Miyazaki per il suo film Si alza il vento.

## Edizioni
- Paul Valéry, Le cimetière marin, Paris: Émile-Paul Frères, 1920
- Paul Valéry, «Le cimetière marin». In: Paul Valéry, Charmes: ou poèmes, Paris: Edition de la Nouvelle Revue Française, 1922
- Paul Valéry, Il cimitero marino; traduzione metrica di Lionello Fiumi, Paris: Cahiers de "Dante", 1935
- traduzione di Alvaro Valentini; testo originale a fronte, Lanciano: Ed. di Nuvole, 1952
Il poemetto di Paul Valéry è pubblicato assieme a Il meriggio di un fauno di Stéphane Mallarmé tradotto ugualmente da Alvaro Valentini. Edizione di 300 esemplari numerati. L'edizione tête-bêche è a cura di Alessandro Caretta
- traduzione di Mario Tutino; prefazione di Alessandro Parronchi, Milano: All'insegna del pesce d'oro, 1962 (1000 copie numerate); poi Torino: Einaudi ("Collezione di poesia" n. 27), 1966 ISBN 88-06-02816-2
- traduzione di Giuseppe Centore, Caserta: Quaderni di Artepresente, 1984
- traduzione di Mara Teresa Giaveri, Milano: Il Saggiatore, 1984
- traduzione di Maurizio Meschia ; introduzione di Andrea Pasquino, Bergamo: Le cinque vie, 1989
- traduzione di Patrizia Valduga, Il cimitero marino, con un saggio di Elio Franzini, Milano: Mondadori, 1995 ISBN 88-04-39873-6; poi "Oscar" 2000 ISBN 88-04-48488-8
- traduzione di Giancarlo Pontiggia, in: Aurora, Cantico delle colonne, Il cimitero marino, Palma; introduzione di Valerio Magrelli, commento di Antonietta Sanna, Milano: TEA, 1995 ISBN 88-7819-697-5
- con testo francese a fronte a cura di Raul Capra, Novara: Interlinea, 2016, ISBN 978-88-6857-088-0